# Ashmeadiella sangrita
Ashmeadiella sangrita är en biart som först beskrevs av Peters 1972.  Ashmeadiella sangrita ingår i släktet Ashmeadiella och familjen buksamlarbin. Inga underarter finns listade i Catalogue of Life.